# One Shell Square
One Shell Square – wieżowiec w Nowym Orleanie, w dzielnicy Central Business District w stanie Luizjana, w Stanach Zjednoczonych, o wysokości 212 m. Budynek został otwarty w 1972, posiada 51 kondygnacji.